# Roberto Chauca
Roberto Chauca (Callao, Perú; 24 de enero de 1947) es un exfutbolista peruano. Desempeñó como mediocampista en clubes solo de Perú.

## Trayectoria
Se inició en el Club Sporting Cristal donde debutó en 1970, en la época en que los principales jugadores "cerveceros" estaban en la Copa Mundial de Fútbol de 1970.Para luego ser campeón con el club en el Campeonato Descentralizado 1972.Continuo en el Club Juan Aurich de Chiclayo. Luego fue al Club Centro Deportivo Municipal, después al Club Atlético Chalaco para las temporadas de 1976 y 1977Luego viajó a Arequipa para jugar por el Foot Ball Club Melgar y el Foot Ball Club Aurora tras lo cual se desligó para ir a Bolivia y jugar por el Club San José, pero no se concreto debido a su documentación, tras lo que regreso al Perú para retirarse del futbol, y más tarde emigrar hacia los Estados Unidos.

## Clubes
| Club                            | País | Año       |
| ------------------------------- | ---- | --------- |
| Club Sporting Cristal           | Perú | 1970-1973 |
| Club Juan Aurich                | Perú | 1974      |
| Club Centro Deportivo Municipal | Perú | 1975      |
| Club Atlético Chalaco           | Perú | 1976-1977 |
| León de Huanuco                 | Perú | 1978      |
| Foot Ball Club Melgar           | Perú | 1979      |
| Association White Star          | Perú | 1980      |
| Foot Ball Club Aurora           | Perú | 1981      |

## Palmarés
| Título                    | Club                  | País | Año  |
| ------------------------- | --------------------- | ---- | ---- |
| Primera División del Perú | Club Sporting Cristal | Perú | 1970 |